# Эль-Барикия
Эль-Барикия (араб. البارقية‎) — небольшой город на северо-западе Сирии, расположенный на территории мухафазы Тартус. Входит в состав района Сафита. Является центром одноимённой нахии.

## Географическое положение
Город находится в юго-восточной части мухафазы, на западных склонах южной части хребта Ансария, на высоте 379 метров над уровнем моря.

Эль-Барикия расположена на расстоянии приблизительно 29 километров к востоку-юго-востоку (ESE) от Тартуса, административного центра провинции и на расстоянии 140 километров к северу от Дамаска, столицы страны.

## Население
По данным официальной переписи 2004 года численность населения города составляла 3627 человек. В конфессиональном составе населения преобладают алавиты.

## Транспорт
Ближайший гражданский аэропорт — Международный аэропорт имени Басиля Аль-Асада.